# Pârâul Rusului
Râul Pârâul Rusului este un afluent al râului Neagra Șarului. 